# Wendy Ingraham
Pour les articles homonymes, voir Ingraham.
Wendy Ingraham née le 31 janvier 1964 à Battle Creek est une triathlète américaine, vainqueur sur triathlon Ironman.

## Biographie

### Carrière en triathlon
Wendy Ingraham cumule quatre places dans le « Top 5 » au championnat du monde Ironman à Kailua-Kona entre 1994 et 1997 et neuf places dans le « Top 10 » entre 1991 et 2001. Elle entre dans l'histoire lors de l'arrivée de 1997, où elle finit son Ironman à genoux pour devancer la Californienne Sian Welch également en grande perdition sur la fin de ce championnat. Wendy participe également au championnat du monde de Xterra où elle finit deux fois dans le « Top 10 » (1997 et 1998).

## Palmarès
Le tableau présente les résultats les plus significatifs (podium) obtenus sur le circuit international de triathlon depuis 1994,.
| Année | Compétition                 | Pays       | Position           | Temps            |
| ----- | --------------------------- | ---------- | ------------------ | ---------------- |
| 2003  | Ironman Autriche            | Autriche   | Médaille de bronze | 9 h 24 min 21 s  |
| 2002  | Ironman Japon               | Japon      | Médaille d'argent  | Timing           |
| 2002  | Ironman Wisconsin           | États-Unis | Médaille de bronze | 10 h 19 min 57 s |
| 2001  | Ironman Brésil              | Brésil     | Médaille d'or      | 9 h 10 min 2 s   |
| 2001  | Ironman Autriche            | Autriche   | Médaille d'argent  | 9 h 19 min 0 s   |
| 2000  | Ironman Autriche            | Autriche   | Médaille d'or      | 9 h 12 min 45 s  |
| 1999  | Ironman Autriche            | Autriche   | Médaille d'or      | 9 h 2 min 25 s   |
| 1999  | Ironman Lanzarote           | Espagne    | Médaille d'argent  | 10 h 7 min 6 s   |
| 1999  | Ironman Australie           | Australie  | Médaille de bronze | Timing           |
| 1998  | Ironman Autriche            | Autriche   | Médaille d'or      | 9 h 16 min 22 s  |
| 1998  | Lawrence Memorial Triathlon | États-Unis | Médaille d'or      | 2 h 14 min 57 s  |
| 1997  | Ironman Australie           | Australie  | Médaille d'argent  | 9 h 25 min 50 s  |
| 1996  | Ironman Australie           | Australie  | Médaille d'argent  | Timing           |
| 1995  | Ironman Australie           | Australie  | Médaille d'or      | 9 h 43 min 16 s  |
| 1994  | Ironman Japon               | Japon      | Médaille d'argent  | Timing           |